# S/S Kolmården
S/S Kolmården  byggdes 1902 på Motala Verkstads Nya AB i Motala för Ångbåts AB Bråviken i Norrköping och sattes in på rutten Norrköping - Getå - Sandviken och från 1906 också på turer till Kopparbo och Järstad.
Hon såldes 1930 till  Nya Trafik AB Bråviken och omdöptes till Bråviken. År 1933 såldes hon till Trafik AB Göteborgs Skärgård i Göteborg, döptes om till Styrsö Express och gick därefter på trader som Göteborg (Träpiren) - Brännö - Styrsö - Tången och Göteborg (Träpiren) - Hönö - Öckerö - Björkö - Hälsö. År 1935 köptes hon av Trafik AB Öckerö Skärgård och omdöptes till Havsbandet med Hälsö som hemmahamn. 
Fartyget avregistrerades 1936 efter att ha blivit totalförstört i en brand.